# Jarosław Szwec
Jarosław Szwec (ur. 15 listopada 1961) – polski aktor teatralny i telewizyjny.
Jest absolwentem Państwowej Wyższej Szkoły Teatralnej w Krakowie (1987) i od tego samego roku (z przerwą między 1990–1994) do 2019 związany był z krakowskim Teatrem Ludowym.

## Filmografia

### Filmy
- 1996 – Gry uliczne
- 1999 – Przygody dobrego wojaka Szwejka
- 2008 – Jak żyć?, jako manager

### Seriale
- 1996 – Opowieść o Józefie Szwejku i jego drodze na front odc. 4-6
- 2001 – Klinika pod Wyrwigroszem odc. 4 Epidemia, jako ochroniarz
- 2005 – Szanse finanse odc. 10 Siłownia